# Roy Del Ruth
Roy Del Ruth, född 18 oktober 1893, död 27 april 1961 i Sherman Oaks, Kalifornien, var en amerikansk filmregissör. Del Ruth stod för regin till över 110 filmer mellan åren 1920 och 1960. Han har en stjärna för insatser inom film på Hollywood Walk of Fame vid adressen 6150 Hollywood Blvd.

## Filmregi i urval
- 1929 – Gold Diggers of Broadway
- 1931 – Falken från Malta
- 1932 – Storstadens marodörer
- 1933 – Skandalen i Hollywood
- 1933 – Vi som gå affärsvägen
- 1933 – Efterlyst av hemliga polisen
- 1933 – Rivalerna
- 1934 – Ett drama i New York
- 1935 – Glada musikanter
- 1936 – Mitt liv är en dans
- 1936 – Ett paradis för två
- 1937 – När ljusen tändas på Broadway
- 1937 – Broadways Melodi 1938
- 1939 – Mannen som kom tillbaka
- 1939 – Luftens amazoner
- 1941 – En förbryllande natt
- 1943 – Mitt majestät kung Ludde
- 1947 – Luffar-miljonären på 5:e avenyn
- 1951 – Mitt svärmeri